# Glomus canadense
Glomus canadense är en svampart som först beskrevs av Roland Thaxter, och fick sitt nu gällande namn av Trappe & Gerd. 1974. Glomus canadense ingår i släktet Glomus och familjen Glomeraceae.   Inga underarter finns listade i Catalogue of Life.